# Червоні Стріли
Червоні стріли (англ. Red Arrows) — британська пілотажна група, що виступає на навчально-тренувальних літаках BAE Hawk. Група була створена 1965 року і зараз є елітним підрозділом ВПС Великої Британії.

## Історія
Пілотажна команда Королівських ВПС під назвою «Червоні стріли» розпочала свій шлях у Глостерширі, тодішній Центральній льотній школі. У 1966 році «Червоні стріли» переїхали на авіабазу RAF Kemble, після того, як RAF Fairford став місцем для проведення тестових польотів для Конкорда. Коли RAF Scampton став штабом CFS в 1983 році, туди переїхали «Червоні стріли». З 21 грудня 2000 року Червоні стріли знову базуються в RAF Scampton.
Перший показ у Великій Британії відбувся 6 травня 1965 року. До кінця свого першого сезону «Червоні стріли» 65 разів демонструвались у Великій Британії, Франції, Італії, Голландії, Німеччині та Бельгії.
У 1968 році тодішній керівник групи розширив команду з семи до дев'яти літаків, оскільки хотів розширити можливості команди і мати можливість формувати нові пілотажні фігури. Протягом цього сезону була сформована модель «Діамантова дев'ятка», яка з тих пір залишається візитною карткою команди.

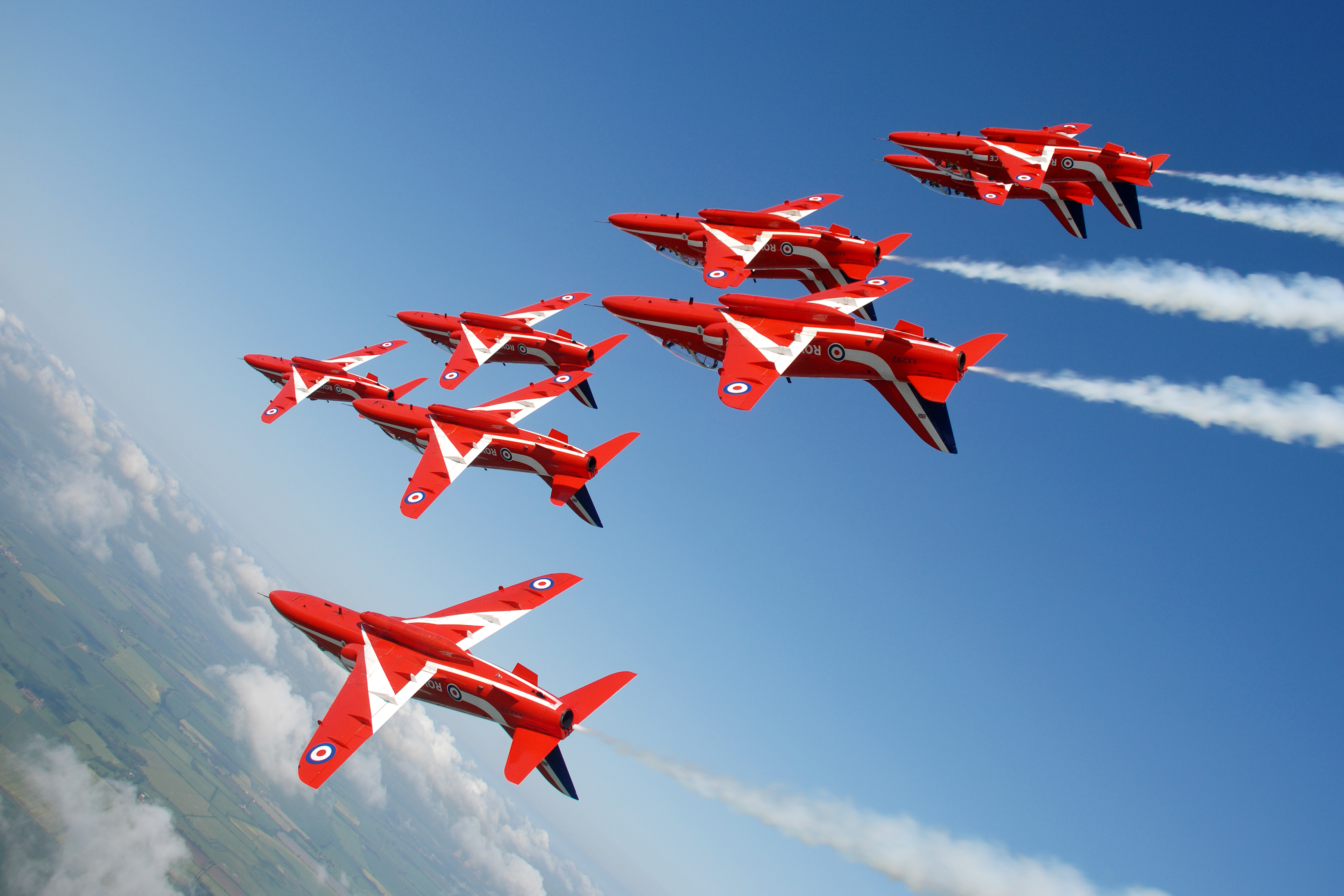
«Червоні стріли» в польоті

«Червоні стріли» здійснили 1292 польотів на літаках Folland Gnat, після чого у 1979 році стали літати на літаках BAE Hawk. З цього часу «Червоні стріли» на BAE Hawk відвідали понад 50 країн світу.
У липні 2004 року в британських ЗМІ ходили чутки про те, що команда буде розформована у зв'язку з оптимізацією військових витрат, проте це виявилося неправдою. «Червоні стріли» не розпускалися, і їхні витрати не скорочувалися. Це повторив прем'єр-міністр Девід Камерон 20 лютого 2013 року, коли він гарантував передбачувані витрати у розмірі 9 мільйонів фунтів стерлінгів під час відвідування Індії для обговорення можливого продажу літаків Hawk, які будуть використовуватися індійською командою військового пілотажу «Сурья Кіран». З запланованим закриттям RAF Scampton майбутнє житло «Червоні стріли» стало непевним. 20 травня 2008 року стало відомо, що Міністерство оборони перенесло базування команди до сусіднього RAF Waddington.
Однак у грудні 2011 року Ці плани були переглянуті, в червні 2012 року Міністерство оборони підтвердило, що «Червоні стріли» залишатимуться у RAF Scampton щонайменше до кінця десятиліття. Там була відновлена злітно-посадкова смуга. У травні 2020 р. Було оголошено, що «Червоні стріли» будуть переміщені до сусіднього RAF Waddington.

## Літаки
Пілотажна команда використовує двомісний навчальний літак для вдосконаленої підготовки пілотів, спочатку це був Folland Gnat, який у 1979 році замінили на BAE Hawk T1. BAE Hawk T1 модифікований вдосконаленим двигуном та модифікацією, що дозволяє утворювати дим; дизель змішується з кольоровим барвником і викидається в струмінь вихлопних газів з утворенням червоного, білого або синього диму.

## Аварії та інциденти
| #  | Дата       | Тип        | Місце            | Загиблі | Деталі                                    |
| -- | ---------- | ---------- | ---------------- | ------- | ----------------------------------------- |
| 1  | 26.03.1969 | Gnat XR573 | RAF Kemble       | 1       | Зіткнення з деревами                      |
| 2  | 16.12.1969 | Gnat XR995 | RAF Kemble       | 0       | Аварія                                    |
| 3  | 16.12.1969 | Gnat XR992 | Челворт          | 0       | Знищений унаслідок технічної несправності |
| 4  | 20.01.1971 | Gnat XR986 | RAF Kemble       | 2       | Аварія                                    |
| 5  | 20.01.1971 | Gnat XR545 | RAF Kemble       | 2       | Розбився унаслідок помилки екіпажу        |
| 6  | 13.12.1971 | Gnat XR567 | RAF Kemble       | 2       | Знищений унаслідок технічної несправності |
| 7  | 16.02.1976 | Gnat XP531 | RAF Kemble       | 0       | Аварія                                    |
| 8  | 01.06.1976 | Gnat XR987 | RAF Kemble       | 0       | Аварія                                    |
| 9  | 24.06.1976 | Gnat XS111 | RAF Kemble       | 0       | Аварія                                    |
| 10 | 03.03.1978 | Gnat XR981 | RAF Kemble       | 2       | Розбився унаслідок помилки екіпажу        |
| 11 | 22.05.1979 | Gnat XP539 | RAF Kemble       | 0       | Аварія                                    |
| 12 | 17.05.1980 | Hawk XX262 | Сассекс          | 0       | Зіткнення з мачтою яхти                   |
| 13 | 21.03.1984 | Hawk XX251 | RAF Akrotiri     | 0       | Розбився унаслідок помилки екіпажу        |
| 14 | 31.08.1984 | Hawk XX257 | Девон            | 0       | Знищений унаслідок технічної несправності |
| 15 | 04.08.1986 | Hawk XX??? | RAF Kemble       | 0       | Зіткнення на аеродромі з іншим літаком    |
| 16 | 03.11.1986 | Hawk XX297 | RAF Scampton     | 0       | Знищений унаслідок технічної несправності |
| 17 | 16.11.1987 | Hawk XX241 | Лінкольншир      | 0       | Зіткнення під час польоту з іншим літаком |
| 18 | 16.11.1987 | Hawk XX259 | Лінкольншир      | 0       | Зіткнення під час польоту з іншим літаком |
| 19 | 22.01.1988 | Hawk XX243 | RAF Scampton     | 1       | Розбився унаслідок помилки екіпажу        |
| 20 | 24.06.1988 | Hawk XX304 | RAF Kemble       | 0       | Знищений унаслідок технічної несправності |
| 21 | 17.10.1998 | Hawk XX??? | RAF Cranwell     | 0       | Аварія                                    |
| 22 | 09.09.2003 | Hawk XX??? | аеропорт Джерсі  | 0       | Знищений унаслідок технічної несправності |
| 23 | 12.01.2007 | Hawk XX??? | RAF Scampton     | 0       | Аварія                                    |
| 24 | 23.03.2010 | Hawk XX233 | Крит             | 0       | Незначне зіткнення у повітрі              |
| 25 | 23.03.2010 | Hawk XX253 | Крит             | 0       | Знищений внаслідок зіткнення у повітрі    |
| 26 | 20.08.2011 | Hawk XX179 | аеропорт Бортмут | 1       | Знищений унаслідок технічної несправності |
| 27 | 08.11.2011 | Hawk XX177 | RAF Scampton     | 1       | Аварія                                    |
| 28 | 20.03.2018 | Hawk XX204 | RAF Valley       | 1       | Розбився унаслідок помилки екіпажу        |